# Wittersdorf
Wittersdorf ist eine französische Gemeinde mit 778 Einwohnern (Stand 1. Januar 2022) im Département Haut-Rhin in der Region Grand Est (bis 2015 Elsass). Sie gehört zum Kanton Altkirch und zum Gemeindeverband Sundgau.

## Geografie
Die Gemeinde Wittersdorf im Sundgau liegt am Thalbach, kurz vor dessen Mündung in die Ill. Durch das Dorf führt die Départementsstraße 419 von Altkirch nach Basel. 
Nachbargemeinden von Wittersdorf sind Walheim im Norden, Emlingen und Tagsdorf im Osten, Schwoben (Berührungspunkt) im Südosten, Hirsingue im Süden sowie Altkirch im Westen.

## Geschichte
Zur Grafschaft Pfirt gehörend bis 1324, dann habsburgisch bis zum Westfälischen Frieden 1648, dann an Frankreich. 1193 als „Witesdorf“ erwähnt. Wittersdorf war einst bekannt für seine Steinbrüche. Zahlreiche Brunnen, Tür- und Fensterrahmungen oder Feldkreuze im Sundgau stammen aus den Wittersdorfer Brüchen (tertiärer Kalksandstein). 
Von 1871 bis zum Ende des Ersten Weltkrieges gehörte Wittersdorf als Teil des Reichslandes Elsaß-Lothringen zum Deutschen Reich und war dem Kreis Altkirch im Bezirk Oberelsaß zugeordnet.

### Bevölkerungsentwicklung
| Jahr      | 1910 | 1962 | 1968 | 1975 | 1982 | 1990 | 1999 | 2006 | 2017 |
| Einwohner | 801  | 618  | 632  | 687  | 673  | 660  | 690  | 793  | 806  |

## Sehenswürdigkeiten
- Kirche St. Peter und Paul: Schiff und Chor klassizistisch von 1820, Turm von 1863 historistisch (schlichte Neuromanik, Architekt Schwarz, vermutlich nach Plänen von J. B. Schacre, vgl. die Kirche in Jettingen!).  Zwei Gemälde von Sebastian Gutzwiller.
- Eine Anzahl gut erhaltener Fachwerkbauten, vielfach auf (zum Teil erst nachträglich) gemauertem Erdgeschoss. Das Haus Nr. 3 an der Rue d' Altkirch  in der altertümlichen Ständerbauweise mit weitabständigem Fachwerk, traufwandhohen Wandständern, gekrümmten Langstreben und  kleinen Fenstern wohl schon im 17. Jahrhundert entstanden. Ebenfalls noch in Ständerbauweise, das wohl erst im 18. Jahrhundert entstandene Haus Nr. 3 an der Rue de Walheim mit interessantem, einigermaßen auf Symmetrie bedachtem Fachwerk der Giebelseite, dazu zwei zu "Scherenstühlen" umgeformte Andreaskreuze und ein Rautenmuster als Bauschmuck. Ein Haus aus der Zeit um 1800, Rue de Huningue Nr. 3, dagegen in Stockwerkbauweise, ausnahmsweise traufständig zur Straße und mit einem im östlichen Sundgau seltenen Vollwalmdach. Hier ist das Fachwerk sehr regelmäßig, engmaschig und auf Symmetrie bedacht. An der Straßenfassade Segmentbogenfenster. Die rückseitige Laube ruht auf den verlängerten Deckenbalken des Erdgeschosses.

- Le Patrimoine des Communes du Haut-Rhin. Flohic Editions, Band 1, Paris 1998, ISBN 2-84234-036-1, S. 88–89.

## Nachweise
1. ↑  Gemeindeverzeichnis Deutschland 1900 – Kreis Altkirch